# Некрасова, Ирина Михайловна
Ирина Михайловна Некрасова (Золотарёва) (род. 17 июля 1938, Москва, РСФСР, СССР) — советская и российская актриса театра и кино, народная артистка России (1992).

## Биография
Ирина Некрасова (в замужестве Золотарёва) родилась 17 июля 1938 году в Москве. В семье цыган Некрасовых было четверо детей, жили в московском районе Свиблово, мать  Прасковья работала в цыганской артели «Цыгхимпром». После окончания 9 классов средней школы полтора года работала на заводе. 
Двоюродная сестра Лора Маштакова, артистка театра «Ромэн», предложила пройти прослушивание в театре, после которого Ирину приняли в актёрскую труппу. Под руководством ведущих мастеров сцены занималась в классах по мастерству актёра, вокалу, танцам, сценической речи, музыкальной грамоте. Её учителями были Семён Бугачевский, Иван Хрусталёв, Сантина Андреева, Анхель Гутиерес, Иван Ром-Лебедев. 
С 1956 года играет в московском цыганском театре «Ромэн», ведущая актриса театра.

## Семья
- Муж — актёр театра «Ромэн» Сергей Сергеевич Золотарёв (1920—20.12.1980), заслуженный артист РСФСР.
- Дочь — актриса театра «Ромэн» Серафима Сергеевна Золотарёва, заслуженная артистка России.

## Награды и премии
- Дипломы конкурса «Театральная весна» за роли «Шустри» в спектакле «Московская цыганка» и Анфисы в спектакле «Братья».
- Заслуженная артистка РСФСР (22.12.1978).
- Народная артистка РФ (21.09.1992)[1].
- Орден Дружбы (23.12.2001).

## Работы в театре
- «Сломанный кнут» И. В. Хрусталёва — Сарпа
- «Цыганка Аза» М. П. Старицкого — цыганка Аза
- «Четыре жениха» И. В. Хрусталёва — Гожо
- «Огненные кони»  — Нефа
- «Московская цыганка» — «Шустри»
- «Братья» — Анфиса
- «Ром Баро»
- «Кто бросит, камень?»
- «Родился я в таборе»
- «Песня на рассвете»
- «Костры Будулая»
- «Золотая перина»
- «Табор без гитары»
- «Ехали цыгане»
- «Непоклонов»
- «Кровавая свадьба»
- «Разговор в казённом доме»
- «Кровь земли»
- «Цыган»
- «Отель Табор*****» — Джени
- «Цыганка Аза» — Гордыля
- «Мужчины в воскресенье» — Мария
- «Грушенька» — мать Грушеньки
- «Мы — цыгане»» — гадание, в массовых сценах
- «Цыган и в Африке — цыган» — Наталья
- «Подкова счастья» — Копря
- «Король бубновый»
- «Здравствуй, Пушкин!» — Арина Родионовна
- «Клятва» — Варга
- «Цыганская невеста» — знахарка

## Фильмография
1. 1964 — Трефовый король  — Ольга
2. 1986 — Мы — цыгане
3. 1989 — Чардаш Монти  (Чехословакия, СССР)
4. 1990, 2001 — Живодёр  — цыганка
5. 1993 — Предсказание  — цыганка-предсказательница в аэропорту (в титрах — Ирина Некрасова)
6. 2001 — На углу у Патриарших 2  — цыганка (в титрах — Золотарева)
7. 2008 — Васильевский остров  — эпизод (в титрах — Золотарева)
8. 2013 — Бомбила. Продолжение  — Катя, мать Яноша